# مجلس مدارس سي بي إس إي في الخليج
مجلس مدارس سي بي إس إي في الخليج ، (بالماليالامية: ഗൾഫ് സഹോദയ)‏ هو هيئة من 193 مديرًا من مدارس المجلس المركزي للتعليم الثانوي  في الدول الأعضاء في مجلس التعاون الخليجي ، وهي البحرين والكويت وعُمان وقطر والمملكة العربية السعودية والإمارات العربية المتحدة . تأسست في عام 1988 ،  وتهدف إلى تعزيز التعاون بين المدارس الأعضاء وإجراء امتحانات مشتركة للصفين 9 و 11 سنويًا إلى جانب تنظيم الأنشطة والمهرجانات الثقافية والأدبية والتعليمية والفنية والرياضية وغيرها من الأنشطة والمناهج الدراسية. كما تعقد المؤتمر السنوي للمديرين  لمناقشة وتخطيط التقدم والتطوير للمدارس الأعضاء.

## الهيكل التنظيمي
ينقسم المجلس إلى 6 فصول ، كل فصل يمثل دولة عضو مجلس التعاون الخليجي.
- فرع البحرين من الخليج الصحراوي [6]
- الكويت فرع من الخليج الصحودي [7]
- عمان فرع من الخليج الصحودي [8]
- فرع قطر من صحوديا الخليج [9]
- المملكة العربية السعودية - فرع من الخليج الصحودي [10]
- الإمارات العربية المتحدة - فرع الخليج الصحودي [11]